# ビギン・アゲイン (ノラ・ジョーンズのアルバム)
『ビギン・アゲイン』（原題：Begin Again）は2019年4月12日にブルーノート・レコードからリリースされた、アメリカのシンガー=ソングライターであるノラ・ジョーンズのアルバムこの作品集は2018年から2019年にかけてジョーンズが録音したシングルのコンピレーションであり、ジェフ・トウィーディおよびトーマス・バートレットとの共作もおさめられている。ジョーンズは新型コロナウイルス感染症の世界的流行以前にはこのアルバムをサポートするためのオーストラリアと米国ツアーを計画していた。

## 背景と録音
ジョーンズはアルバムについて、スタジオで3日もかからなかったミュージシャンたちとの共作も含めて、さまざまなものを、特に「素早く、楽しく、簡単でプレッシャーのかからない」曲を録音したいと語った。ボイスメモのアイデアは予め計画したものではなかったが、「その瞬間に作られた」。

## 評論家の反応
| 専門評論家によるレビュー | 専門評論家によるレビュー |
| 総スコア                 | 総スコア                 |
| 出典                     | 評価                     |
| ------------------------ | ------------------------ |
| Metacritic               | 70/100                   |
| レビュー・スコア         |                          |
| 出典                     | 評価                     |

『ビギン・アゲイン』は5つのレビューをもとにしてMetacriticから70/100のスコアを得た。音楽ブログの Idolator でマイク・ワスはこのアルバムにかかわったミュージシャンと最終的な作品が「色とりどり」だと評し、「結果的な曲は彼女のキャリアにおいて最も独創的なものだ」と結論付けた。ガブリエル・ファインは Consequence of Sound のアルバム・レビューで「『ビギン・アゲイン』の曲にはスリリングで自由な何かがある。それは単純な分類に抵抗し、ジョーンズの多くの音楽的インスピレーションの臆することのない合流点を具現化するという意味で実験的である」とし、「このレコードの推進力の多くはジョーンズのスタッフからのものであり、自身の創造的な支配権を失うことなく、見事に強調することに成功している」と書いている。

## 収録曲
| #         | タイトル                | 作詞・作曲                                        | プロデューサー | 時間  |
| --------- | ----------------------- | ------------------------------------------------- | -------------- | ----- |
| 1.        | 「My Heart Is Full」    | Norah Jones, Thomas Bartlett                      | Bartlett       | 3:06  |
| 2.        | 「Begin Again」         | Norah Jones, Emily Fiskio                         | Jones          | 3:50  |
| 3.        | 「It Was You」          | Jones                                             | Jones          | 5:30  |
| 4.        | 「A Song with No Name」 | Jones, Jeff Tweedy                                | Tweedy         | 4:03  |
| 5.        | 「Uh Oh」               | Jones, Bartlett                                   | Bartlett       | 3:36  |
| 6.        | 「Wintertime」          | Jones, Tweedy                                     | Tweedy         | 3:48  |
| 7.        | 「Just a Little Bit」   | Jones, Sarah Oda, Brian Blade, Christopher Thomas | Jones          | 5:02  |
| 合計時間: | 合計時間:               | 合計時間:                                         | 合計時間:      | 28:53 |

### 参加ミュージシャン
- ノラ・ジョーンズ - ボーカル、ピアノ(2-7)、アコースティック・ギターおよびチェレスタ(4)、ローズ・ピアノおよびドラムス(5)、オルガン(7)
- トーマス・バートレット - キーボード、ピアノおよびOP-1シンセサイザー(1, 5)、ドラム・プログラミング(5)
- ジェフ・トウィーディ - エレクトリック・ギター(4, 6)、アコースティック・ギター(4)、エレクトリック・ベース(6)
- ピート・レム - ハモンドB-3オルガン(2, 3)
- クリストファー・トーマス - ベース(2, 3, 7)
- ブライアン・ブレイド - ドラムス(2, 3, 7)
- レオン・ミッチェルズ（英語版） - テナー・サクソフォン(3, 7)
- デイヴ・ガイ - トランペット(3, 7)
- スペンサー・トウィーディ - ドラムス(6)

技術
- トーマス・バートレット - 録音(1, 5)
- パトリック・ディレット（英語版） - 録音(2, 3, 7)、ミキシング(1, 5, 7)
- アンディ・トーブおよびジェンズ・ジャンクース - 録音(3)
- ジェームズ・ヨスト - 録音助手(2, 3, 7)
- ジュヌヴィエーヴ・ネルソン - 録音助手(3)
- トム・シック - 録音及びミキシング(4, 6)
- マーク・グリーンバーグ - 録音助手(4, 6)
- ホーマー・スタインウェイス（英語版） - 金管楽器の録音(7)
- トム・エルムハースト（英語版） - ミキシング(2, 3)
- ブランドン・ボスト - ミキシング・エンジニア(2, 3)
- クリス・ゲーリンジャー（英語版） - マスタリング
- ウィル・クィネル - マスタリング助手
- フランク・ホーキンス - 美術監督、デザイン
- クレイ・パトリック・マクブライド - 写真撮影

## チャート
| チャート（2019年）           | 最高 順位 |
| ---------------------------- | --------- |
| オーストラリア (ARIA)        | 14        |
| オーストリア (Ö3 Austria)    | 31        |
| ベルギー (Ultratop Flanders) | 29        |
| ベルギー (Ultratop Wallonia) | 25        |
| チェコ (ČNS IFPI)            | 51        |
| オランダ (MegaCharts)        | 50        |
| フランス (SNEP)              | 42        |
| ドイツ (Offizielle Top 100)  | 35        |
| ハンガリー (MAHASZ)          | 34        |
| 日本 (Billboard Japan)       | 28        |
| 日本 (オリコン)              | 18        |
| ニュージーランド (RMNZ)      | 21        |
| ポーランド (ZPAV)            | 47        |
| スコットランド (OCC)         | 50        |
| 韓国 (Gaon)                  | 84        |
| スペイン (PROMUSICAE)        | 30        |
| スイス (Schweizer Hitparade) | 11        |
| US Billboard 200             | 164       |